# Baie de Newark
Pour les articles homonymes, voir Baie de Newark.
 (août 2018).
Si vous disposez d'ouvrages ou d'articles de référence ou si vous connaissez des sites web de qualité traitant du thème abordé ici, merci de compléter l'article en donnant les références utiles à sa vérifiabilité et en les liant à la section « Notes et références ».
La baie de Newark est une baie des États-Unis située principalement dans l'État du New Jersey et pour une petite partie dans l'État de New York, au confluent des rivières Passaic et Hackensack, à proximité de la Upper New York Bay dont elle est séparée par la péninsule de Bergen Neck. Les deux baies étant reliées entre elles par le Kill Van Kull, détroit située au sud-est, qui sépare la péninsule de Bergen Neck de Staten Island.

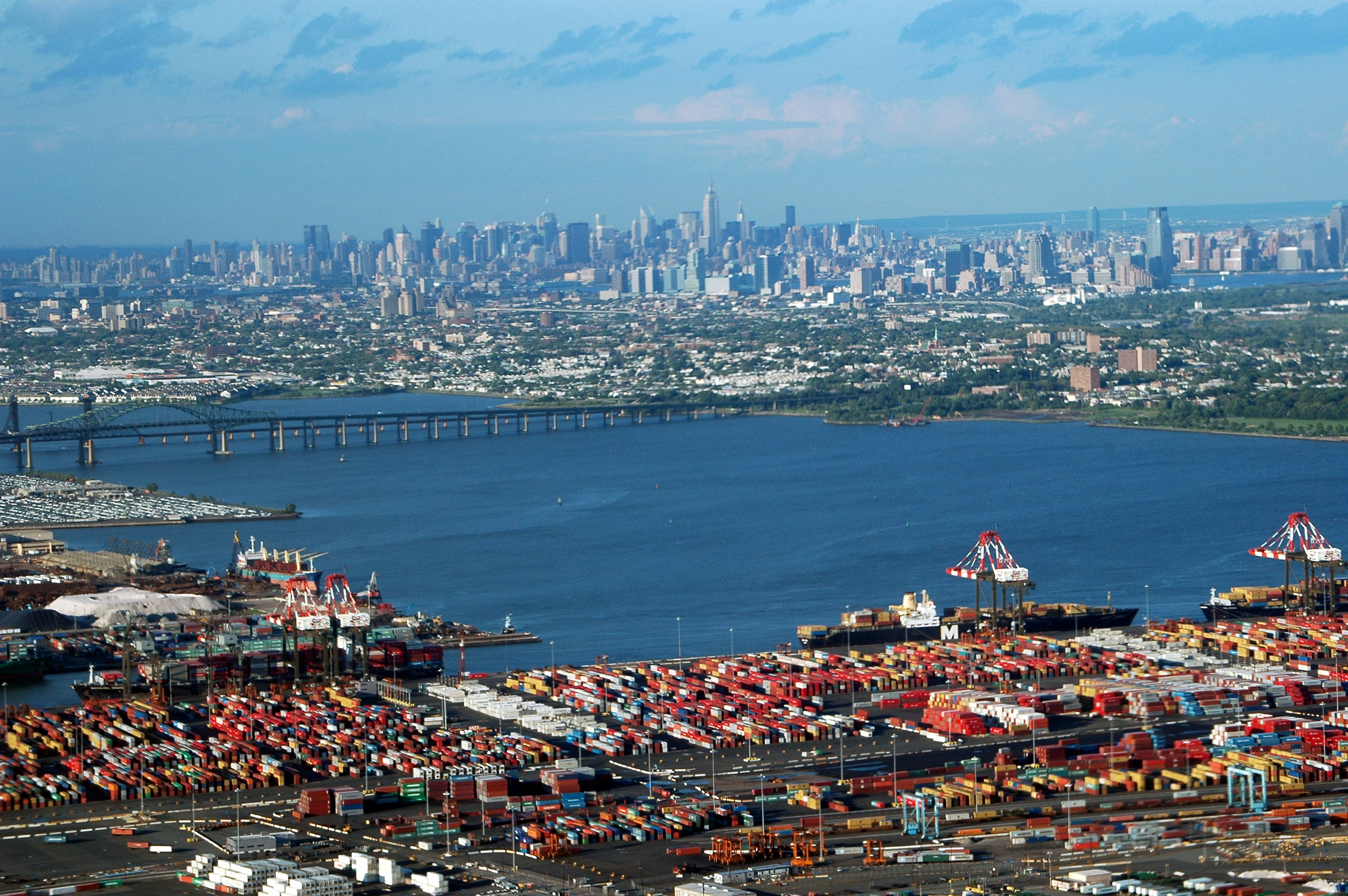
Vue d'une partie de la baie de Newark, traversée par le Newark Bay Bridge (à droite), suivie du Bergen Neck, puis de Manhattan au fond. Au premier plan, Port Newark-Elizabeth Marine Terminal.

La Newark Bay est reliée à la Raritan Bay ainsi qu'à la Lower New York Bay situé au sud de Staten Island par le Arthur Kill. 
La baie est entourée par les villes du New Jersey que sont : Newark et Elizabeth, reliées à Jersey City et Bayonne sur le Bergen Neck par le Newark Bay Bridge. 
L'activité économique de la baie étant principalement centrée autour du Port Newark-Elizabeth Marine Terminal situé sur sa rive occidentale.